# Alcohòlics Anònims
L'Associació d'Alcohòlics Anònims (A.A.), és una comunitat formada per homes i dones que s'ajuden els uns als altres a deixar l'alcoholisme i a mantenir-se en aquest estat sobri.
No té caràcter, polític, religiós ni d'altre tipus per tal de poder acollir així a qualsevol persona que lliurement s'hi presenti.
No substitueix els tractaments mèdics, ja que la seva finalitat és de tipus psicològic centrada a donar coratge i suport emocional als seus membres per tal que procurin la rehabilitació.
La comunitat funciona a través d'uns 94.000 grups locals d'ajuda mútua (o GAMs), distribuïts en 134 països.
El programa que A.A. suggereix es basa en dotze passes dissenyades per a la recuperació personal de l'alcoholisme. El primer pas és presentar-se davant la comunitat amb el reconeixement explícit de tenir el problema de l'alcoholisme.
En les reunions els membres comenten les seves experiències i emocions i procuren desfer-se de la possible càrrega de negativitat dels seus sentiments.
Els alcohòlics anònims continuen identificant-se com a alcohòlics, i encara que portin anys sense beure alcohol no diuen que estan curats.
Els membres d'Alcohòlics Anònims mantenen el seu anonimat personal a nivell de premsa, ràdio, televisió i la resta de mitjans de comunicació social.

## Història
Alcoholics Anonymous es va crear el 1935 mitjançant la recuperació de l'alcoholista Bill Wilson. Wilson havia fracassat en la seva carrera a Wall Street perquè la seva beguda estava tan fora de control que va ingressar a l'hospital diverses vegades. Els amics van intentar ajudar a Bill, inclòs el seu amic de la infància, Ebby Thacher. Ebby havia trobat sobrietat a través del moviment cristià, anomenat Oxford Group, i creia fermament que li canviava la vida. El doctor William Duncan Silkworth de l'Hospital Towns de Nova York també va influir en la religió de Bill Wilson, dient que l'alcoholisme és una malaltia i que només Déu pot curar-lo. Amb una nova relació amb Déu, Wilson va poder deixar de beure definitivament.
Tot i que estava sobri, la temptació de l'alcohol seguia sent forta. Wilson, en un viatge a Akron, Ohio, el 1935, va conèixer el doctor Bob Smith, un altre alcohòlic en recuperació, i el va buscar ajut. Poc després d'aquest viatge, Wilson i Smith van cofundar AA. Al principi va començar poc, i els dos van ajudar uns 40 alcohòlics durant els dos primers anys, treballant incansablement amb ells en la seva sobrietat i també en la seva relació amb Déu. L’organització funcionava fora de les cases de la gent i els alcohòlics sovint es trobaven vivint un temps amb Wilson.
Alcoholics Anonymous va ser una organització basada en la fe al principi. Va demanar als seus membres que es lliuressin absolutament a Déu, que es dediquessin diàriament a la pregària o a la meditació i que es reunissin amb altres alcohòlics en recuperació en un grup religiós i de suport.
El programa original AA tenia cinc elements. Aquests inclouen l’abstinència total de l’alcohol, el reconeixement de Jesús com el seu Salvador, l’obediència a la voluntat de Déu, el creixement de la comunitat amb Déu i l’ajut per a altres alcohòlics. Les reunions eren molt espirituals i les que es van unir a AA sovint parlaven del poder curatiu de Déu.
Des d’aquells dies, l’AA ha crescut i ha canviat molt. Encara desaconsella qualsevol consum d’alcohol i se centra en el caràcter moral i el canvi personal. Però avui en dia els membres solen animar-se a trobar el seu propi ésser superior que pugui ajudar amb la seva sobrietat. Els Dotze passos són una part notable de l'AA, que fa que un individu passi pel procés de sobri de per vida. Part d’aquest viatge encara consisteix a ajudar altres membres. Els membres que han estat sobris durant un temps poden patrocinar una persona més recent. Aquestes persones estan emparellades i poden ajudar-se mútuament quan tinguin ganes de deixar de fumar. El suport moral que es produeix a AA és una de les seves eines més útils.

## El programa de 12 passos
AA fa que els seus membres treballin 12 passos de manera sistemàtica a mesura que avancen en la recuperació. Aquests 12 passos estan destinats a convertir-se en una forma de viure sense alcohol.
1. Admetre que és impotent per l’alcohol i que la vida està fora de control: una persona no ha de tocar fons per adonar-se que l’alcohol és una addicció que pot fer-se càrrec i causar estralls, alterant les funcions normals de la vida.
2. Vaig arribar a creure que un poder superior pot restablir l'ordre a la vida: l'espiritualitat és un aspecte important de l'AA, i aquest pas consisteix a renunciar al control a mesura que una persona creix en fe i creença. L'espiritualitat és un procés continu i canviant.
3. Accepteu convertir la vida en un poder superior (Déu tal com l’ha d’entendre l’individu): bàsicament, aquest pas consisteix a prendre la decisió de treballar a través del programa, una mena de crida a l’acció.
4. Feu un inventari complet i honest de vosaltres mateixos: aquí es demana a la gent que escrigui pors, ressentiments, coses negatives que s'hagin pogut fer als altres a causa de l’addicció i, bàsicament, tot el que faci difícil connectar amb els altres.
5. Admetre les deficiències, els fracassos i els errors exactes a Déu, a si mateix i a una altra persona: durant aquest pas, una persona comparteix el que va escriure per al pas anterior amb el seu patrocinador, que normalment pot relacionar-se i ajudar a una persona a entendre que no està sola. i que Déu els perdona.
6. Estigueu preparats perquè Déu es pugui millorar: un patrocinador ajudarà les persones a entendre quins són els seus defectes de caràcter i com començar a treballar-hi.
7. Demanar humilment a Déu que elimini les falles morals: una persona reforça la seva connexió espiritual i permet a Déu eliminar les mancances, que poden incloure fonts de temptació.
8. Escriviu una llista de totes les persones perjudicades i estigueu disposats a esmenar a tothom: una persona haurà de prendre el que va escriure al pas 4 i ampliar aquests elements per incloure els danys directes a les persones. Això ajuda la persona a comprendre millor com l’addicció ha afectat els éssers estimats.
9. Feu esmenes directament a aquelles persones que van resultar perjudicades a menys que fer-ho els perjudiqués: durant el pas 9, les persones fan esmenes directes a aquelles persones que van detallar al pas anterior, no només demanant disculpes, sinó que també reflexionen sobre com han canviat. Aquest pas pot trigar molt i es tracta de reconnexió i reparació de relacions. En alguns casos, pot resultar ferit provocar ferides velles; quan és perjudicial fer-ho, no s'hauria de fer.
10. Continueu fent balanç de vosaltres mateixos i solucionant els errors que apareixen: conegut com el "pas de creixement", el pas 10 fa que les persones es vegin a si mateixes de manera crítica i tornin a fer inventari. Qualsevol delicte es reconeix immediatament i es modifica la sol·licitud.
11. Utilitzeu l’oració i la meditació per millorar la connexió amb Déu (tal com s'entén), pregant per la voluntat i el coneixement de Déu com a guia i el poder per dur-ho a terme: fer servir la pregària i parlar amb Déu diàriament per continuar vivint una vida espiritual. són els signes distintius del pas 11.
12. Després d’haver experimentat un despertar espiritual de treballar els passos, seguiu practicant aquests principis en totes les parts de la vida i transmetre el missatge a altres persones que lluiten contra l’addicció: El despertar espiritual és entendre que la vida ha canviat per millor. En continuar vivint segons aquestes pràctiques, el creixement continuarà. Després de treballar durant els 12 passos, s'anima a una persona a servir els altres mitjançant patrocinis o altres oportunitats de servei útils.